# هنوک

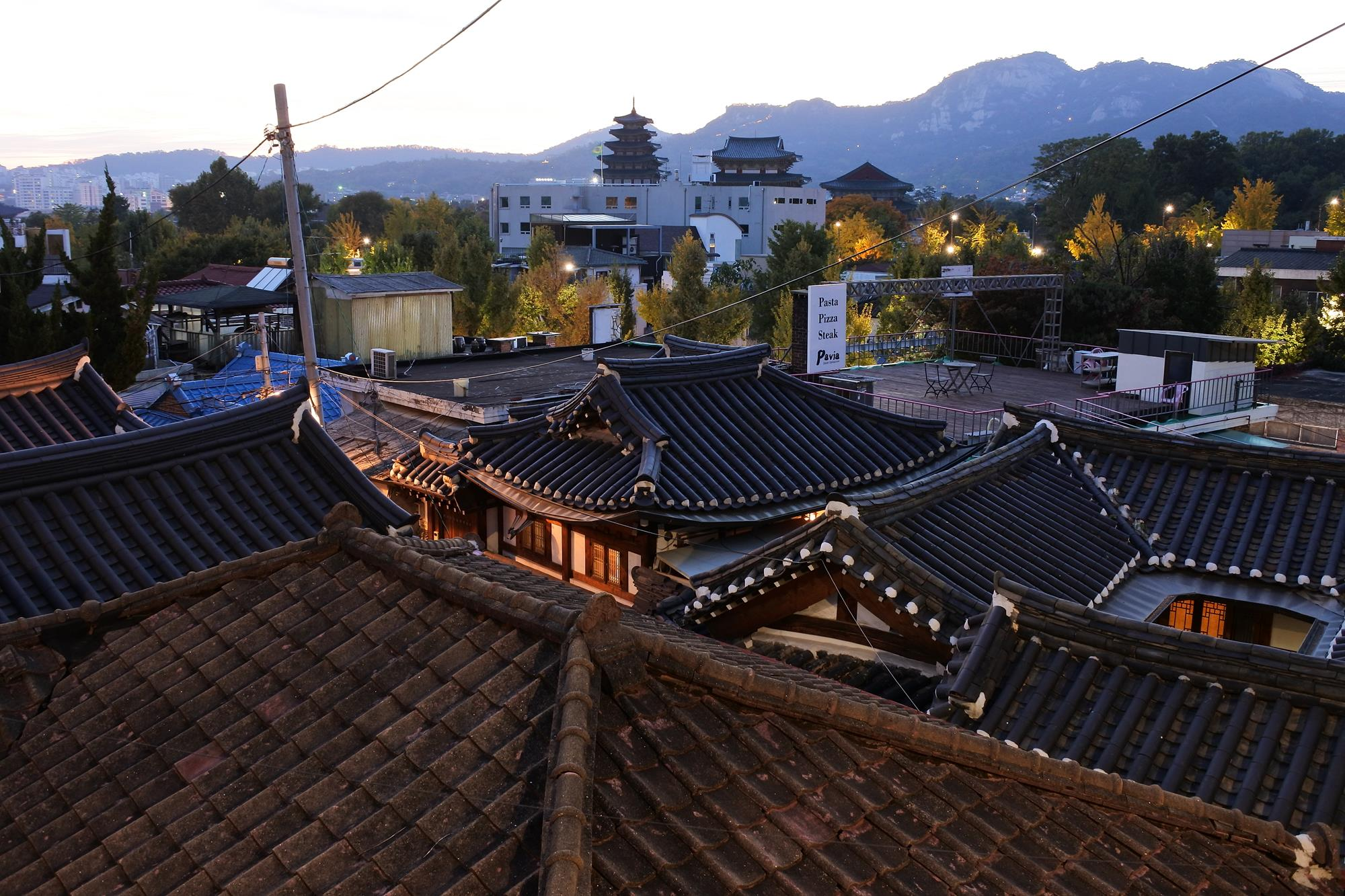
هنوک در دهکده بوکچان، سئول

هنوک (به کره ای: 한옥)، (به انگلیسی: Hanok) به خانه‌های سنتی کره‌ای گفته می‌شود.
سقف این خانه‌ها معمولاً با سرامیک یا کاه وپیزر مخصوص پوشانده شده‌است. سیستم گرمایشی این خانه‌ها در کف تعبیه شده و اوندول (به کره ای: 온돌، به انگلیسی: Ondol) نام دارد.
این تکنیک‌های معماری خاص برای آن ایجاد شده‌اند تا بیشترین هماهنگی را با شرایط محیطی داشته و امنیت بهتری برای ساکنین اینگونه خانه‌ها فراهم کنند.
امروزه بیش از ۶۰٪ جمعیت سئول در آپارتمان‌های مدرن زندگی می‌کنند ولی جالب است بدانیم که تقریباً همهٔ این ساختمان‌های بزرگ و بلند بدون استثنا به سیستم گرمایشی الهام گرفته شده از خانه‌های سنتی کره ای یعنی اوندول تجهیز شده‌اند.